# Geschiedenis van Veere

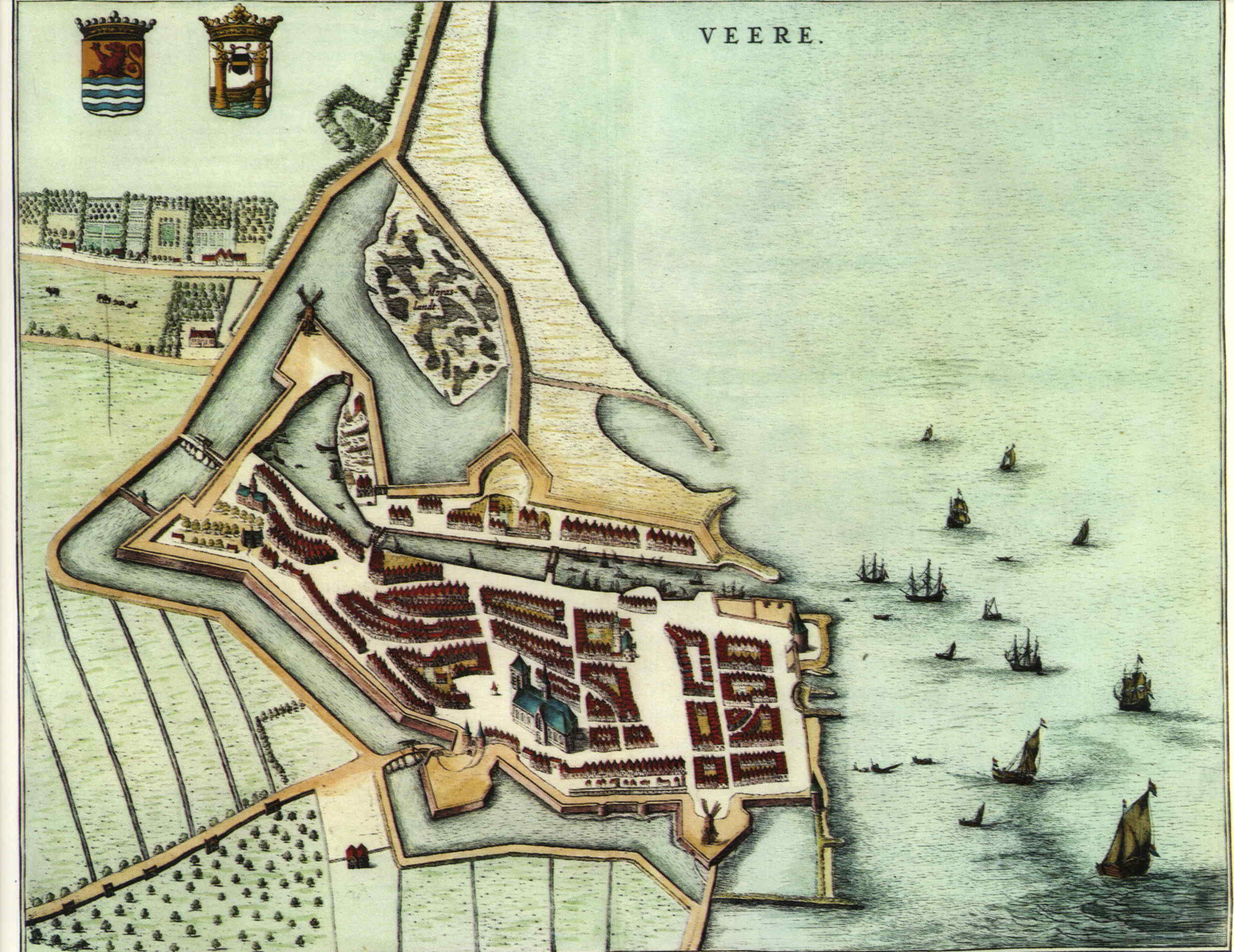
Veere in 1652 door J. Blaeu

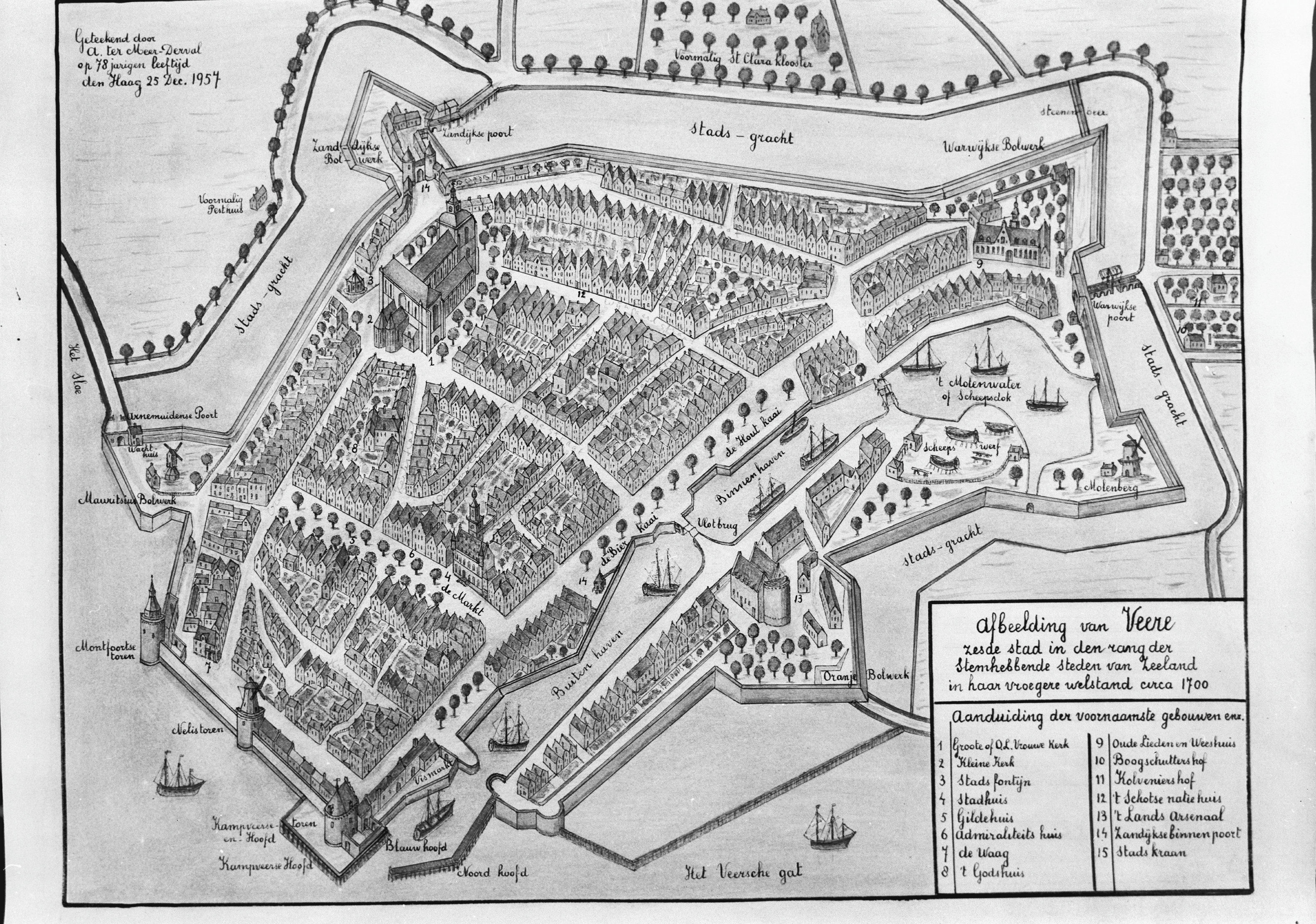
Plattegrond ca. 1700

De Geschiedenis van Veere begon in de 12e of 13e eeuw als het gehucht Kampvere. 
In 1509 werd de stad door de Cosmas- en Damianusvloed getroffen. 
Tussen de vroege zestiende eeuw en 1560 was Veere de zetel van de Admiraliteit. De Bourgondische heren van Veere waren tussen 1491 en 1558 admiraal. Veere groeide uit tot marinebasis van de Nederlanden.
In de Tachtigjarige Oorlog was Veere Spaansgezind, tot in 1572 op 4 mei een groepering geuzen voor de poorten stonden en de Inname van Veere binnen een dag een feit was. Vanaf 1572 sloot Veere zich dus, met de meeste andere Walcherse steden, aan bij de opstand tegen het bewind van Alva. Prins Maurits gebruikte vanaf 1587 het 13-eeuwse kasteeltje Laterdale als woonplek, met het doel om het tot een echt prinsenhof uit te bouwen, maar in 1602 brandde het kasteeltje af.
In de Republiek nam de stad een vooraanstaande positie in.
Tijdens de Bataafse Republiek werd Veere in plaats van handelsstad weer een (arme) vissershaven.
In 1809 werd het schip van de Grote Kerk door de Fransen in gebruik genomen als militair hospitaal; in hetzelfde jaar werd Veere enige tijd bezet door de Engelsen.
In 1961 kwam er door de sluiting van het Veerse Gat een einde aan de open verbinding van Veere met de Noordzee. Sindsdien richt Veere zich vooral op het toerisme en is de haven een jachthaven geworden. Door de gemeentelijke herindelingen van 1966 en 1997 is de gemeente Veere in landoppervlakte uitgegroeid tot de grootste gemeente van Walcheren.
In 2000 werd het gemeentearchief van Veere onderdeel van het Zeeuws Archief.

## Schotse handel
Onder invloed van het adellijke geslacht Van Borssele huwde Wolfert VI van Borssele in 1444 de Schotse koningsdochter Mary Stuart, dochter van Jacobus I van Schotland. Doordat het in 1541 de stapelplaats van Schotse wol in de Nederlanden werd, kwam de plaats tot grote bloei. Het stapelcontract, een verdrag tussen keizer Karel V, heer der Nederlanden en de Schotse koning leidde tot de vestiging van een grote Schotse kolonie in de kleine havenstad. In 1600 waren 300 van de 3000 inwoners Schots en zij bezaten in hun "Lord Conservator", een door de Schotse koning benoemde bestuurder, een eigen notaris, ouderling, politieagent en rechter. In de tijd van voor de machtenscheiding konden deze functies nog verenigd worden. De Lord Conservator droeg als teken van zijn waardigheid een ovale zilveren plaat met de Schotse distel, de koningskroon en het motto van de Orde van de Distel Nemo Me Impune Lacessit (niemand raakt mij ongestraft). Daaronder hangt een kleiner schildje met een afbeelding van Sint-Andreas en zijn andreaskruis. Een dergelijke plaat wordt in Veere bewaard. 
De Schotten waren in een bijzonder privilege vrijgesteld van de accijnzen op bier en wijn en mochten van 1613 tot 1795 in een eigen herberg aan de Wijngaardstraat goedkoop drinken. Er was ook een Schotse, presbyteriaanse, kerk waarin de rite van de Schotse staatskerk werd gevolgd en in het Engels werd gepreekt.
Men handelde in Schotse wol. De schepen brachten dakpannen, laken, tuinbouwproducten en wapens terug naar Schotland.
Drie van de Lords Conservators, het begrip "lord" betekent in dit geval niet dat we met hoge edelen te maken hebben, het duidt een magistraat aan, zijn vermeldenswaardig:
- Sir William Davidson of Curriehill (1661–1671)
- Sir John Home (1764–1769)
- John Turing (1769–1795), de laatste Lord Conservator van Veere. Hij verliet de stad toen de Franse troepen en de terugkerende Nederlandse patriotten Zeeland veroverden. Het in Veere tentoongestelde ambtsteken is van hem geweest en tweehonderd jaar lang in zijn familie bewaard gebleven.

## Trivia
Veere wordt genoemd als eerste Nederlandse stad waar op commerciële basis reeds in 1610 tabak werd gekweekt.